# نقد هنری فمینیستی
نقد هنری فمینیستی (انگلیسی: Feminist art criticism) در دهه ۱۹۷۰ از جنبش فمینیستی برای بررسی انتقادی بازنمایی‌های بصری زنان در هنر و آثار تولیدشده توسط زنان هنرمند پدیدار شد. همچنین یک حوزه اصلی در نقد هنری است.

## جستارهای‌وابسته
- زیبایی‌شناسی فمینیستی
- گریلا گرلز